# 拉蒂亚
拉蒂亚（Ratia），是印度哈里亚纳邦Fatehabad县的一个城镇。总人口23821（2001年）。

## 人口
该地2001年总人口23821人，其中男性12615人，女性11206人；0—6岁人口3507人，其中男1925人，女1582人；识字率60.77%，其中男性为65.68%，女性为55.24%。